# Ciomonîn, Muncaci
Ciomonîn (în ucraineană Чомонин) este o comună în raionul Muncaci, regiunea Transcarpatia, Ucraina, formată numai din satul de reședință.

## Demografie
Componența lingvistică a comunei Ciomonîn
     Maghiară (97,7%)
     Ucraineană (2,08%)
     Alte limbi (0,17%)
Conform recensământului din 2001, majoritatea populației comunei Ciomonîn era vorbitoare de maghiară (97,7%), existând în minoritate și vorbitori de ucraineană (2,08%).